# Epsilon Circini
Désignations
Epsilon Circini (en abrégé ε Cir) est une étoile géante de la constellation australe du Compas. Elle est visible à l'œil nu avec une magnitude apparente de 4,86. L'étoile présente une parallaxe annuelle de 7,58 mas mesurée par le satellite Gaia, ce qui permet d'en déduire qu'elle est distante d'environ ∼ 430 a.l. (∼ 132 pc) de la Terre. Elle s'en rapproche à une vitesse radiale héliocentrique de −4 km/s.
Epsilon Circini est une étoile géante rouge évoluée de type spectral K2,5 III. Après avoir épuisé les réserves en hydrogène qui étaient contenues dans son cœur, l'étoile s'est refroidie et étendue. De ce fait, son rayon est 28,5 fois plus grand que le rayon solaire, elle est environ 290 fois plus lumineuse que le Soleil et sa température de surface est de 4 457 K.